# Příběhy obyčejného šílenství (divadelní hra)
Příběhy obyčejného šílenství je divadelní hra Petra Zelenky z roku 2001. Premiéru měla v Dejvickém divadle s Ivanem Trojanem v hlavní roli. Získala Cenu Alfréda Radoka v kategorii Hra roku. Inscenace se hrála od 16. listopadu 2001 do 13. září 2009.
V roce 2005 byl podle hry natočen stejnojmenný film, oceněný na filmových festivalech v Moskvě a v Chotěbuzi.

## Autoři
- scéna: Martin Chocholoušek (Dejwitz)
- kostýmy: Jaroslava Pecharová
- choreografie: Klára Lidová
- režie: Petr Zelenka

## Účinkující
- Petr – Ivan Trojan
- Matka – Nina Divíšková
- Otec – Miroslav Krobot
- Sylvie – Lenka Krobotová, přechodně Simona Babčáková
- Jiří – Jiří Bartoška, později Jiří Ornest
- Alice – Zdeňka Žádníková-Volencová, přechodně Linda Rybová
- Moucha – Martin Myšička
- Anna – Jana Holcová, přechodně Simona Babčáková
- Aleš – Igor Chmela, později Jaroslav Plesl
- Jana – Klára Melíšková nebo Petra Špalková
- Figurína Eva – Linda Rybová, později Klára Lidová
- Šéf v práci – Pavel Šimčík
- Tanečnice – Klára Lidová
- Muž v publiku, Voják z Čečny – Jaroslav Plesl